# 투명망토
투명망토는 몸이 투명해지는 망토로, 여러 SF나 판타지 작품의 주요 요소로 등장하기도 한다.
투명 망토는 착용자가 보이지 않게 하는 물건이다. 민속, 신화, 동화에서 투명망토는 이중적인 캐릭터가 사용하는 마법 아이템이나 퀘스트를 수행하기 위해 영웅이 착용하는 아이템으로 등장한다. 이는 웨일즈와 게르만 민담에서 공통된 주제이며 고대 그리스 신화에서 볼 수 있는 투명 모자에서 비롯되었을 수 있다. 모티프는 스티스 톰슨(Stith Thompson) 모티프 인덱스 체계 중 "D1361.12 투명 망토"에 해당한다.

## 같이 보기
- 불가시